# Circle of Love
A Circle Of Love az amerikai Sister Sledge első debütáló albuma, mely 1975-ben jelent meg az Atco és az Atlantic kiadóknál. Az albumot 1974-ben rögzítette a csapat New Yorkban, amikor a tagok még tizenévesek voltak. Debbie Sledge a legidősebb, 19 éves volt, míg a legfiatalabb Kathy csupán a 15. életévét töltötte be. Az együttest a Jackson 5 női megfelelőjének tartották stílusa, és hangzásvilága miatt. Az albumról három kislemez jelent meg, és slágerlistás helyezést is elértek, legfőképpen a Love Don't You Go Through No Changes On Me című dal, mely a Billboard Hot 100-as lista 92. helyéig jutott, de előkelő helyezést ért el a Billboard Dance Club Songs kislemezlistán, ahol az 5. helyezett lett.
Az album az 56. helyéig jutott a Billboard Top R&B Hip-Hop Albumlistán.

## Az album dalai
| 1. | Circle Of Love (Caught In The Middle) | Faye Hauser, Patrick Adams  | 3:30 |
| 2. | Cross My Heart                        | Gwen Guthrie, Patrick Grant | 3:22 |
| 3. | Protect Our Love                      | Gwen Guthrie, Patrick Grant | 4:10 |
| 4. | Give In To Love                       | Linda Creed, Thom Bell      | 4:55 |

| 1. | Love Don't You Go Through No Changes On Me | Gwen Guthrie, Patrick Grant                  | 3:24 |
| 2. | Don't You Miss Him Now                     | Gwen Guthrie, Patrick Grant                  | 3:15 |
| 3. | Pain Reliever                              | Gwen Guthrie, Patrick Grant                  | 3:30 |
| 4. | You're Much Better Of Loving Me            | Gwen Guthrie, Patrick Grant                  | 3:17 |
| 5. | Fireman                                    | Charles Sampson, Gwen Guthrie, Patrick Grant | 3:40 |

## Slágerlista
| Slágerlista (1975)                              | Legmagasabb helyezés |
| ----------------------------------------------- | -------------------- |
| Egyesült Államok · Billboard R&B Hip-Hop Albums | 56                   |

## Külső hivatkozások
- CD Album megjelenés[3]
- Az album az iTunes zeneáruházban[4]
- Az album az Amazon.com oldalon[5]